# Zatoka Van Diemena
Zatoka Van Diemena (ang. Van Diemen Gulf) – zatoka Morza Timor, u północnego wybrzeża Terytorium Północnego w Australii.
Od otwartego morza oddziela ją Wyspa Melville’a i półwysep Cobourg. Od strony północnej zatokę łączy z morzem cieśnina Dundas. Od zachodu cieśnina Clarence łączy ją z zatoką Beagle. Do Zatoki Van Diemena uchodzą rzeki South Alligator, East Alligator i Mary.
W 1644 roku zatokę odkrył holenderski żeglarz Abel Tasman, który nadał jej nazwę na cześć gubernatora Antonio van Diemena.